# Nou Front Democràtic
El Nou Front Democràtic (en anglès: New Democratic Front) és un partit polític progressista de Botswana sense representació parliamentària. Liderat per Dick Bayford, es va escindir del Front Nacional de Botswana el 2003. Va guanyar només el 0,78% del vot popular a les últimes eleccions.